# المتحف الوطني للفن الحديث والمعاصر
المتحف الوطني للفن الحديث والمعاصر في كوريا (MMCA) هو متحف للفن المعاصر مع المتحف الرئيسي في غواتشيون وثلاثة فروع في كل من قصر دوكسو، سول وتشونغجو. تأسس المتحف في عام 1969م باعتباره المتحف الوطني الوحيد للفن في كوريا، الذي يستوعب الفن الحديث والمعاصر في البلاد والفن العالمي لفترات زمنية مختلفة.

## التاريخ والأسلوب المعماري
يقع المتحف الوطني للفن المعاصر (MMCA)، المعروف أيضا باسم متحف الفن المعاصر، في غواتشيون، كوريا الجنوبية. تم تأسيس المتحف في البداية في قصر غيونغبوك في 20 أكتوبر 1969، ولكن تم نقله إلى قصر دوكسو في عام 1973. تم نقله إلى موقعه الحالي في عام 1986. تم تأسيسه للمساهمة في تطوير الفن الكوري المعاصر من خلال المحافظة على الأعمال الفنية وعرضها منذ عام 1910. تنتشر مساحة المتحف التي تبلغ 73,360 متر مربع على ثلاثة طوابق، وتضم حديقة للنحت في الهواء الطلق تحتل 33.000 متر مربع. تتمثل فكرة الهندسة المعمارية في تل الحصن الكوري التقليدي والمنارة، ويتميز المبنى بتصميمات داخلية متفردة حلزونية.

### قصر دوكسو - غونا (أول فرع)
تم إنشاء الفرع الأول من المتحف في عام 1998م في (غونا)، من أجل زيادة إمكانية وصول المتحف إلى الأشخاص الذين يعيشون في الجزء الشمالي من سول. يحتوي المتحف على أربع قاعات عرض ومناطق راحة ومتاجر للفنون، وتبلغ المساحة الإجمالية حوالي 3428 متر مربع.

#### سول-غوان (الفرع الثاني)
افتتح فرع متحف سول في 13 نوفمبر 2013، بجانب قصر غيونغبوك. تم بناء هذا المبنى المعماري بجوار مبنى القيادة الأمنية العسكرية السابق في كوريا الجنوبية، وقد تم اعتماد التصميم المعماري للمدينة، والذي نجح في دمج التصميم الخارجي والداخلي للمبنى مع البيئة المحيطة. كما تعمل مادانغ كمساحة ترفيهية عامة بالإضافة إلى مساحة لإقامة الفعاليات والبرامج الفنية في الهواء الطلق.

##### تشونغجو-غوان (الفرع الثالث)
الفرع الثالث من المتحف افتتح عام 2016م، غوان، كوريا الجنوبية، إن الغرض من الفرع الثالث ليس فقط للحفاظ على الأعمال الفنية، ولكن أيضًا لتدريب الأشخاص على الحفاظ على الفن.

## المجموعات والمعارض

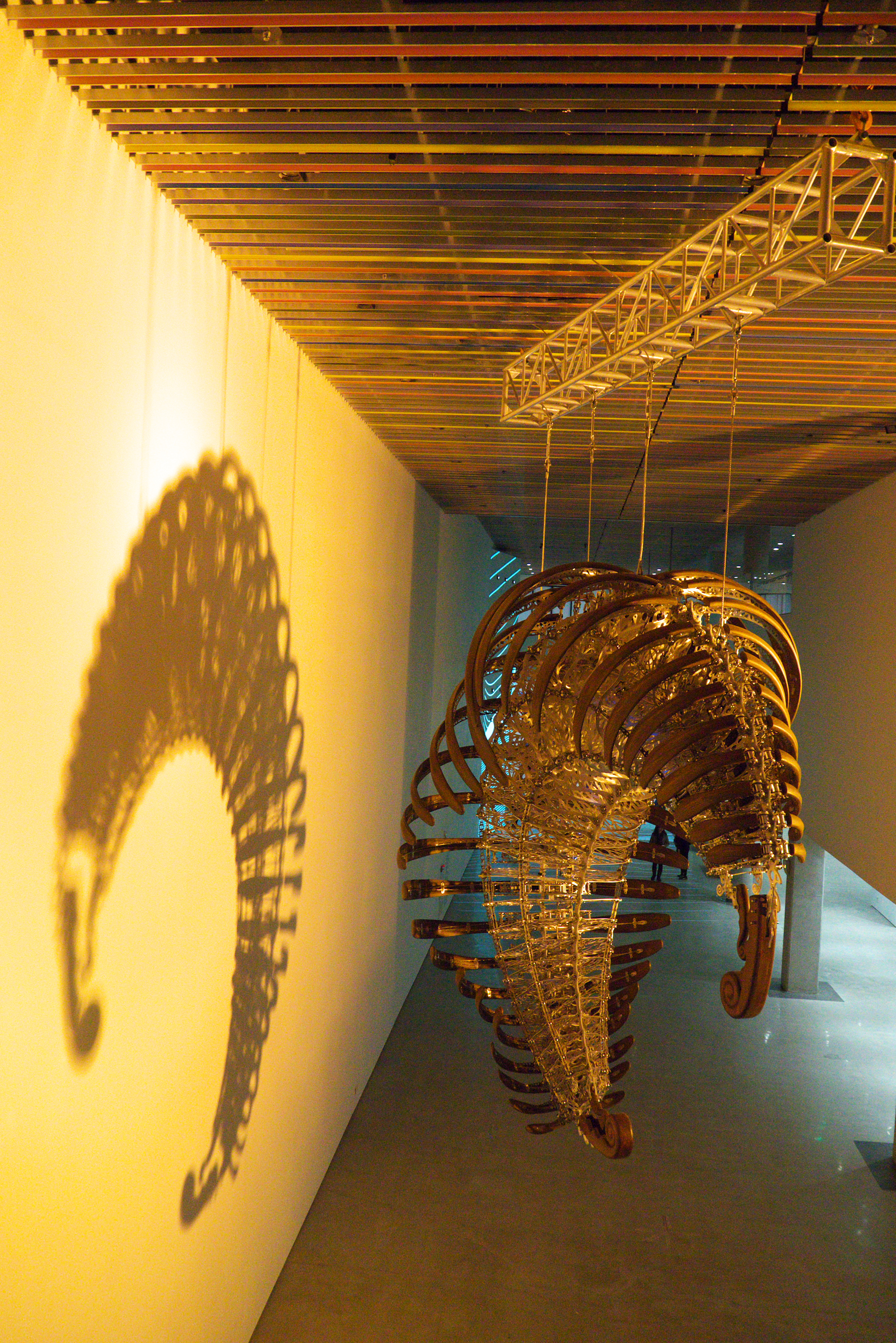
أوبريتوس لونلا أومبرا (ظل مخفي للقمر) بواسطة "يو-رام تشوي" في افتتاح فرع سول 2013

تضم مجموعات المتحف الرئيسي في غواتشيون حوالي 7.000 عمل فني بما في ذلك أعمال الفنانين الكوريين المعاصرين مثل جو هوي دونغ، كو بون أونغ، وبارك سو-جين، وكيم ووه كي. كما جمع المتحف مجموعة كبيرة معترف بها دوليًا، بما في ذلك الأعمال الفنية التي قام بها جوزيف بويس، أني وارهول، جورج باسيليتز، يورغ إيمندورف، ماركوس لوبيرتس، نام جون بايك، نيكي دي سان فال، جوناثان بوروفسكي وميشلانجيلو بيستوليتو.

## إدارات

### التعليم
يحتوي المتحف على العديد من برامج التعليم الفني بما في ذلك برامج التعليم الاحترافي للقيمين وموظفي المتاحف ومدرسي الفنون وطلاب الجامعات. يقع متحف الأطفال في متحف غواتشيون الرئيسي، حيث تُعقد برامج لطلاب المدارس الابتدائية والطلاب المعوقين والطلاب من الأحياء الفقيرة. كما يوجد برنامج دعم خاص للفنانين الشباب، يسمى «ريزيدنسي»، حيث يوفر المتحف استوديوهات لفنانين شباب منتقين ويجرون حوارات فنية بين الفنانين والفنيين.

#### البحوث والمحافظة
تم إنشاء مركز المحافظة على المتحف لأول مرة في عام 1980م. وقد عمل المركز على تطوير تقنيات حديثة للحفظ من خلال عقد برامج التبادل مع مراكز الحفظ في الخارج. حاليا، ينقسم المركز إلى أربعة أقسام مهنية: اللوحات الزيتية، والأعمال الفنية الكورية التقليدية، والمنحوتات المعاصرة، ووسط الأعمال الفنية. علاوة على ذلك، افتتح المتحف «مركز أبحاث الفن» في عام 2013، والذي يركز على البحث في الفن المعاصر في شرق آسيا.

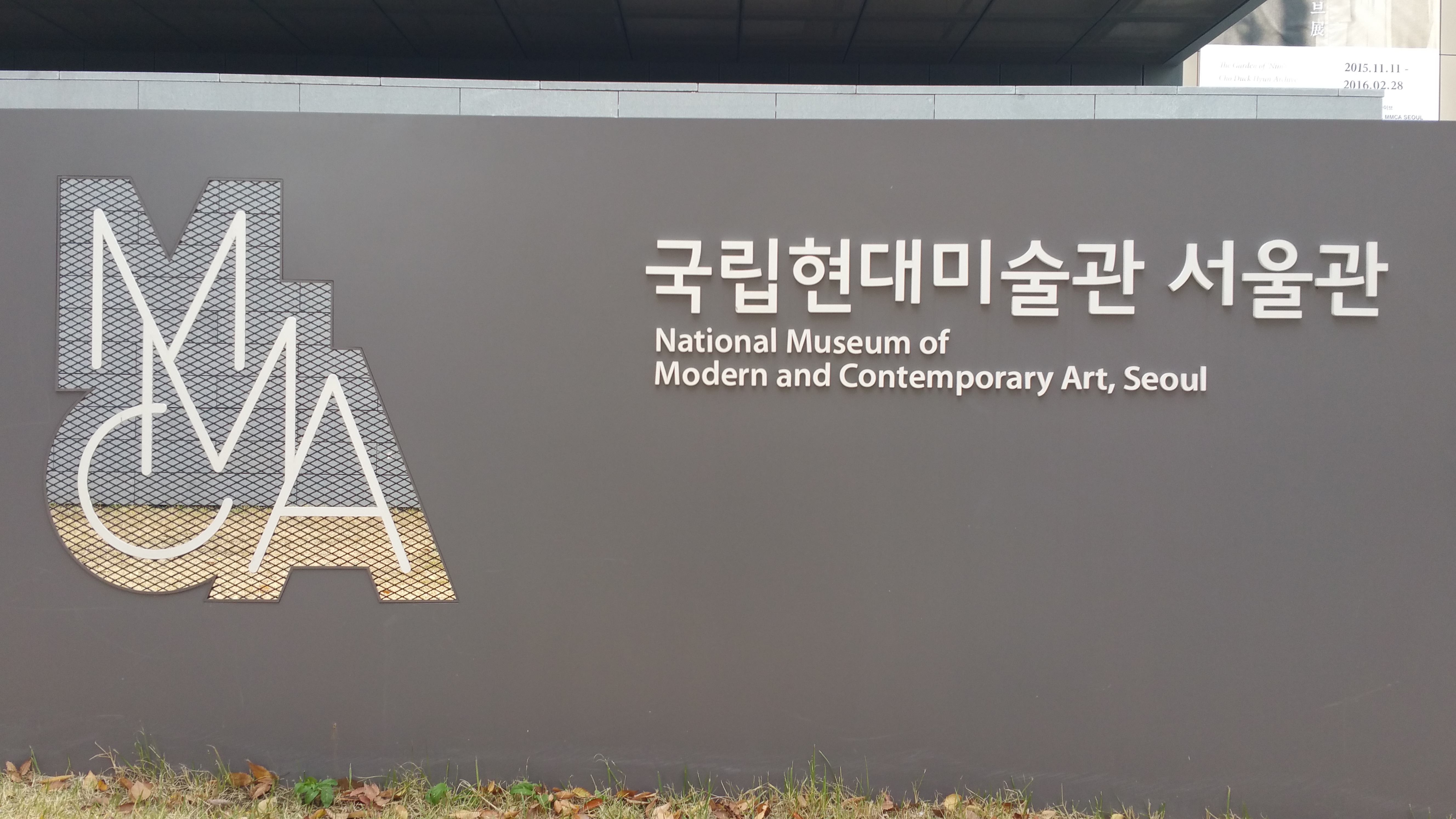
فرع سول

## الخلافات
بعد فترة وجيزة من افتتاحه، احتج أعضاء جمعية الفنون الجميلة الكورية وغيرها من المنظمات الفنية على اختيار الفن لإدراجها، متهمة المدير، وهو خريج جامعة سول الوطنية، مع التحيز لخريجي تلك الجامعة، مشيرا إلى أن 32 من 39 فنانًا ممثلين في معرض زيتغيست كوريا هم من جامعته.